# Vilkyškiai
Vilkyškiai (tyska: Willkischken) är en ort i Tauragė län i västra Litauen. Enligt folkräkningen från 2011 har staden ett invånarantal på 666 personer.

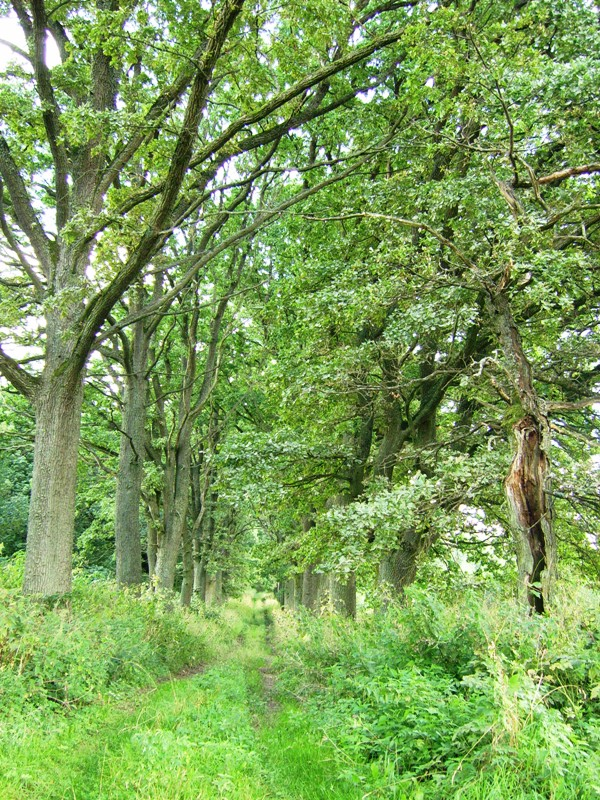
Ekallé i Vilkyškiai